# Pteropus subniger
Pteropus subniger is een uitgestorven vleermuis uit het geslacht Pteropus die tot in de 19e eeuw voorkwam op Réunion en Mauritius in de Indische Oceaan. Op Réunion heeft dit dier het waarschijnlijk langer overleefd dan de zwarte vleerhond; in de jaren 60 van de 19e eeuw was Pteropus subniger de enige (en zeldzame) vleerhond op Réunion. Deze soort leefde in holen in dode bomen, waardoor hele koloniën tegelijk konden worden gevangen.

## Beschrijving
De natuuronderzoeker George Clark beschreef de soort in 1859 als ongeveer zo groot als een rat met een spanwijdte van 61 centimeter. De kop, nek en schouders waren licht roodbruin. De stuit was witachtig geel. De rest van het lichaam was donkergrijs. De oren waren nauwelijks zichtbaar. Een dichte vacht en een vetlaag waren kenmerkend, wat suggereert dat Pteropus subniger was aangepast aan koelere temperaturen op grotere hoogten dan Pteropus niger, die ook is uitgestorven op Réunion.

## Leefwijze
Pteropus subniger was een nachtactieve soort. De ontdekkingsreiziger Jean Baptiste François de Lanux rapporteerde dat deze vliegende honden in de holtes van verrotte bomen sliepen. Een slaapkolonie bestond uit meer dan 400 vrouwtjes en jongen, vergezeld door een mannetje. Het voedsel bestond uit vruchten en bloemennectar, vooral van de soort Foetidia mauritiana. De jongen werden in september geboren.

## Uitsterven
Zowel Pteropus niger als Pteropus subniger waren populaire jachtprooien aan het eind van de 18e eeuw. Deze vette dieren waren een welkome delicatesse. Habitatverlies, vooral door de vernietiging van de bergwouden op Mauritius, wordt beschouwd als een andere oorzaak voor het verdwijnen van Pteropus subniger. Pteropus niger is rond 1800 uitgestorven op Réunion, terwijl hij overleefde op Mauritius. Pteropus subniger werd voor het laatst verzameld op Réunion in 1860 en op Mauritius in 1864.
Pteropus admiralitatum · Pteropus aldabrensis · Pteropus alecto · Pteropus anetianus · Pteropus aruensis · Pteropus brunneus · Pteropus caniceps · Halstervleerhond (Pteropus capistratus) · Pteropus chrysoproctus · Pteropus cognatus · Pteropus conspicillatus · Pteropus dasymallus · Pteropus faunulus · Pteropus fundatus · Vliegende vos (Pteropus giganteus) · Pteropus gilliardorum · Pteropus griseus · Pteropus howensis · Pteropus hypomelanus · Chuukvleerhond (Pteropus insularis) · Pteropus intermedius · Pteropus keyensis · Comorenvleerhond (Pteropus livingstonii) · Pteropus lombocensis · Pteropus loochoensis · Lyles vleerhond (Pteropus lylei) · Pteropus macrotis · Pteropus mahaganus · Pteropus mariannus · Pteropus melanopogon · Pteropus melanotus · Pohnpeivleerhond (Pteropus molossinus) · Pteropus neohibernicus · Zwarte vleerhond (Pteropus niger) · Pteropus nitendiensis · Pteropus ocularis · Pteropus ornatus · Pteropus pelewensis · Pteropus personatus · Pteropus pilosus · Pteropus pohlei · Grijskopvleerhond (Pteropus poliocephalus) · Boninvleerhond (Pteropus pselaphon) · Pteropus pumilus · Pteropus rayneri · Pteropus rennelli · Rodriguesvleerhond (Pteropus rodricensis) · Rode vleerhond (Pteropus rufus) · Pteropus samoensis · Pteropus scapulatus · Pteropus seychellensis · Pteropus speciosus · Pteropus subniger · Pteropus temminckii · Pteropus tokudae · Tongavleerhond (Pteropus tonganus) · Pteropus tuberculatus · Pteropus ualanus · Kalong (Pteropus vampyrus) · Pteropus vetulus · Pembavleerhond (Pteropus voeltzkowi) · Pteropus woodfordi · Pteropus yapensis